# Margareta Sofia Lagerqvist
Margareta Sofia Lagerqvist, född 1771 i Stockholm, död 6 juni 1800 i Norrköping, var en svensk skådespelerska. Hon var sångerska och skådespelerska vid Operan och Dramaten 1788–99 samt vid Munkbroteatern 1784–99.

## Biografi
Lagerqvists föräldrar var vaktmästaren vid generallandtullskansliet Olof Lagerqvist och Elisabet Katarina Sörling, bosatta vid kvarteret Torsken nr 6 i Jakobs församling. 

### Stenborgsteatern
Hon debuterade som Betsy i operetten Kungen och skogvaktaren 24 januari 1784 på Eriksbergsteatern vid 13 års ålder. Hon var Carl Stenborgs elev och blev samma år elev på Operan.
Bland hennes roller fanns Betsy i Kungen och skogvaktaren (1784),  Colas (byxroll) i Fanfan och Colas eller fosterbröderna mot Gertrud Elisabeth Forsselius (Fanfan) (1786), Isabelle i Talande tavlan (1789), Carolina i Den svartsjuke älskaren av Grétry (1790), där hon beröms för ”ren stämma och säker execution”, Fanchette i Figaros bröllop (1792), Iselle i Richard Lejonhjärta mot Hedvig Eleonora Pannenberg som Isidor (1795), Edvard i Tsar Peter mot Gustav Åbergsson (Tsaren), Johanna Kristina Lindberg (Katarina), Johan Peter Lewenhagen (Menzikoff), Maria Deland (Natalia) (1798).
När pjäsförfattaren Didrik Gabriel Björn 1790 satte upp Det besynnerliga spektaklet som efterpjäs till Greven av Oldsbach, där teaterns skådespelare tackade publiken för deras stöd i gestalt av sina mest populära roller; Björn själv uppträdde som sig själv, som teaterskribent, följd av Magnus Bonn som Mäster Sock i Skomakaren, Anders Lundberg som Hyrkusken i Engelsmannen i Paris, Johan Petter Lindskog som Bartholo och Bazile i Barberaren i Sevilla, Jonas Sundman som Jonas i Mäklaren, Carl Schylander som Mor Bobi och dansmästare Rigadoun, Johanna Catharina Enbeck (Gertrud i Njugg spar), Brita Maria Modéer (kammarjungfrun i Den obetänksamma), Christina Rahm (Anna Stina i Maskeraden), Lisette Stenberg (Lady Alton i Skottländskan), Margareta Sofia Lagerqvist (Anette i Anette och Lubin) och Eva Säfström som trädgårdsflickan i Sophie.
Carl Christoffer Gjörwell den äldre beskrev henne: 
”Hon lefde ihop med en fattig mor och förde ett exemplariskt ärbart lif. Hon var en rätt vacker flicka, sjöng artigt men spelte med köld och deklamerade med monotoni”.
Samma författare beskrev henne också en annan gång mer ingående i ett brev till sin dotter:
”Dessa acteurer och actricer (vid Lindqvists sällskap) figurera nu alla i Norrköping bredvid sjelfva Riksteatern (Riksdagen). Bland de senare en numera gift, men hvilken såsom flicka förde här, ehuru engagerad vid sjelfva Comiska Theatern, en så ärbar vandel, att hon fick af de profana gossarne det öknamnet af »Theaterns oskuld». Hon var tillika rätt vacker, men icke nog spirituel uti sitt spel, än mindre sinnrik uti sina anletsdrag och gester, ty det var merendels alltid enkla, alltid desamma vid alla ehuru olika sinnesrörelser och actioner. Hon hade äfven ett vackert namn, ty hon hette mlle Lagerqvist; nu heter hon fru Brooman. Mamsell Stenberg förstod deremot den konsten bättre, att ej ådraga sig någon speglosa.”

### Senare karriär
Hon var, liksom maken och flera andra kolleger från den stängda Stenborgsteatern, engagerad vid Johan Anton Lindvqvists trupp 1799–1800, och uppträdde som sådan i Göteborg och Norrköping. 
Hon spelade 1800 ”med skicklighet” fru Eldfeldt i Redlighetens seger öfver förtalet och miss Nancy i De fyra förmyndarna, om vilken Arvid Hummel skrev: 
”Fru Brooman har gifvit rollen till vårt fullkomliga nöje. Vi kunna blott beklaga, att bröstsjukdom nekar behag och styrka åt hennes röst.” 
Hon dog samma år i samma stad, troligen av denna sjukdom.

### Privatliv
Hon gifte sig 1798 med skådespelaren Johan Erik Brooman, som var anställd vid Munkbroteatern till 1799, därefter hos Johan Anton Lindqvist och sedan ledare för egen trupp tills han 1804 anställdes vid Operan och Dramaten.